# Evangelisch-Lutherische Kirche Swakopmund
Die Evangelisch-Lutherische Kirche Swakopmund ist das Kirchengebäude der Evangelisch-Lutherischen Kirche in Namibia (DELK) im namibischen Swakopmund. 
Der Bau der Kirche wurde 1909 vom Regierungsbeamten Otto Ertl angeregt und am 7. Januar 1912 geweiht. Sie wurde mit Hilfe eines Architekten aus Bayern, einer Baufirma aus Hamburg und einer Fensterfirma aus Bremen errichtet. Die Kirche verfügt seit 1912 über eine, ein Jahr zuvor in Ludwigsburg erbaute, Walcker-Orgel.
Die Kirche wurde am 21. September 1978 als Nationales Denkmal anerkannt.

## Galerie

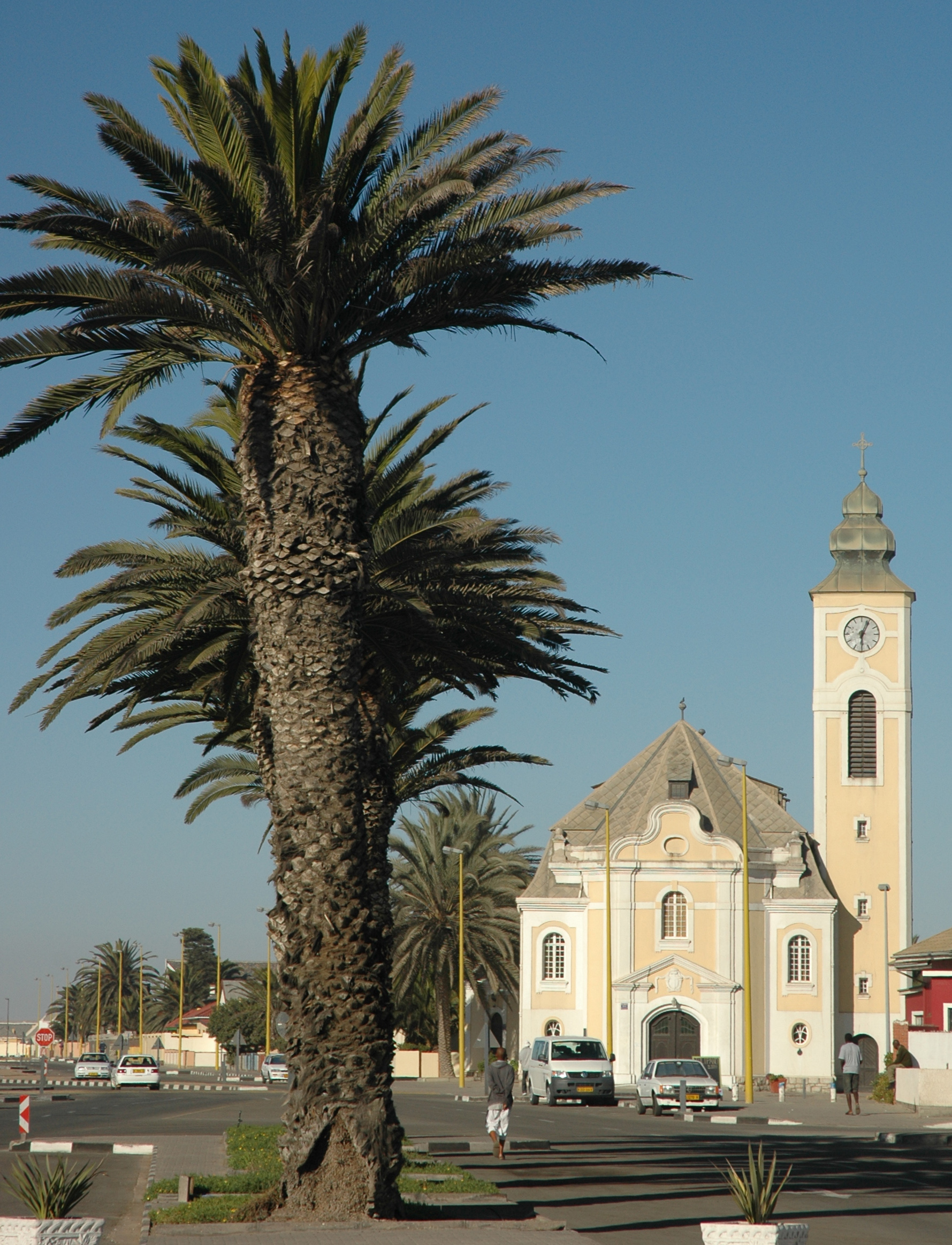
Evangelisch-Lutherische Kirche Swakopmund, 2006
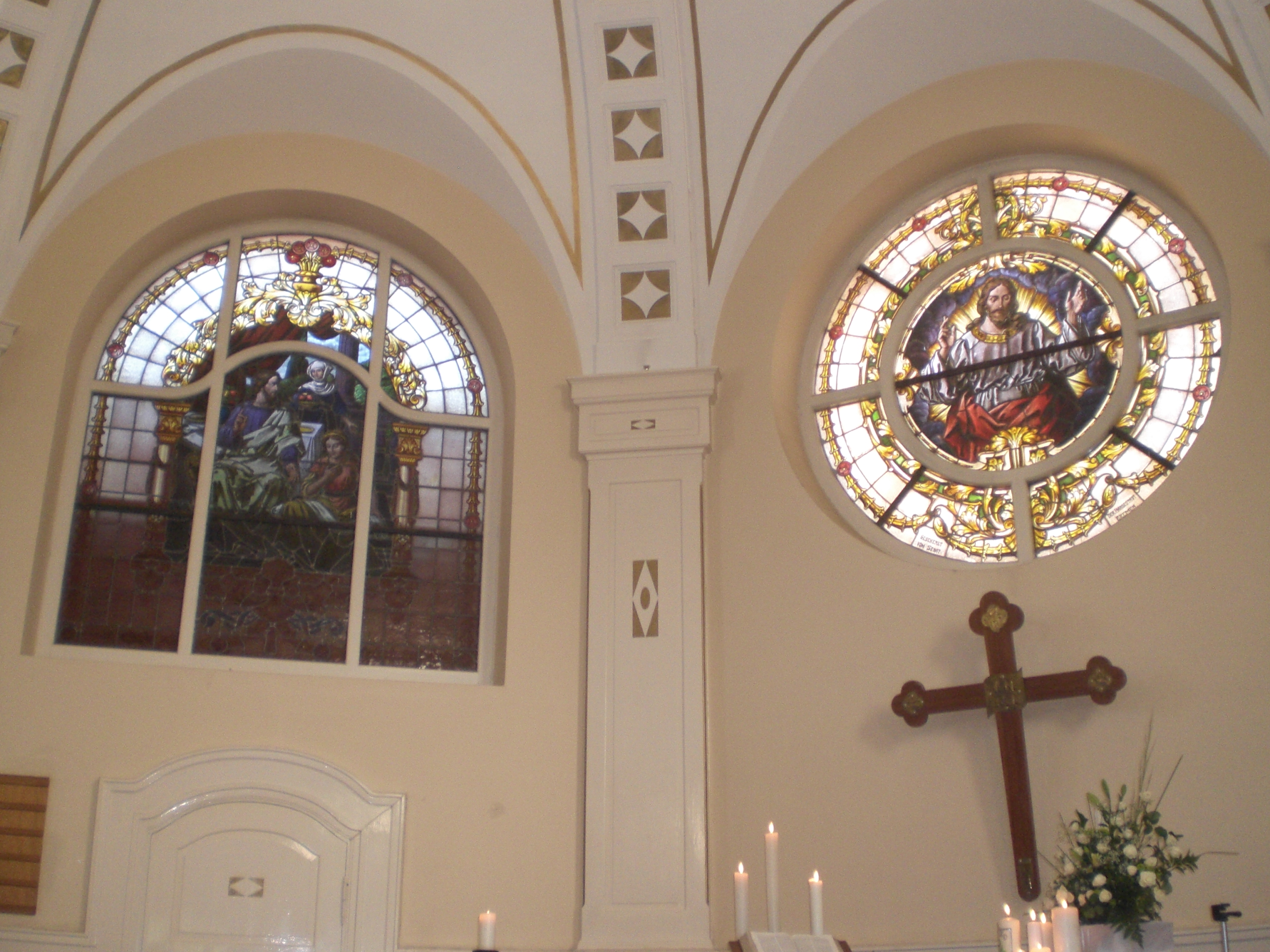
Innenaufnahme
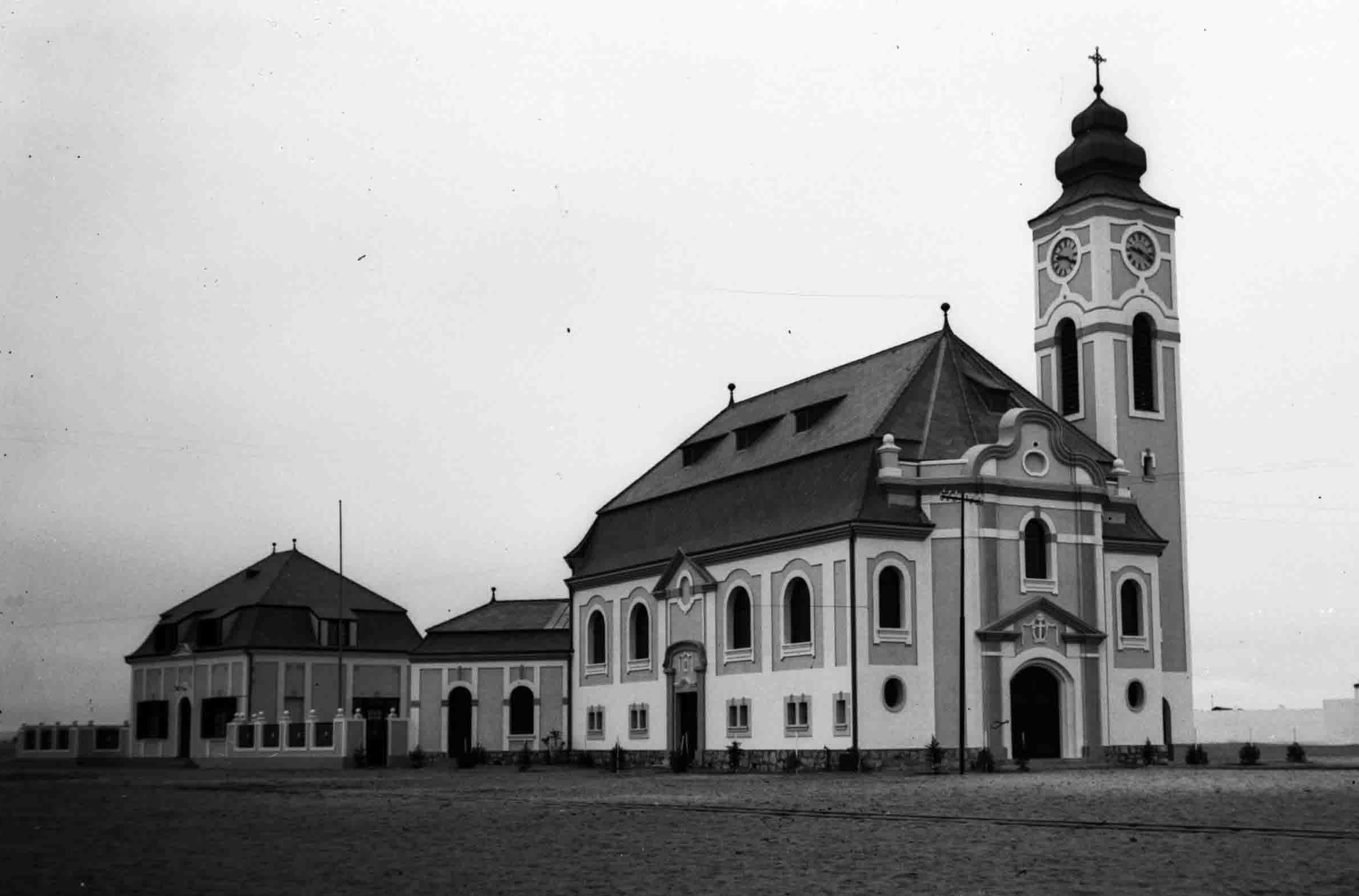
Historische Aufnahme der Kirche
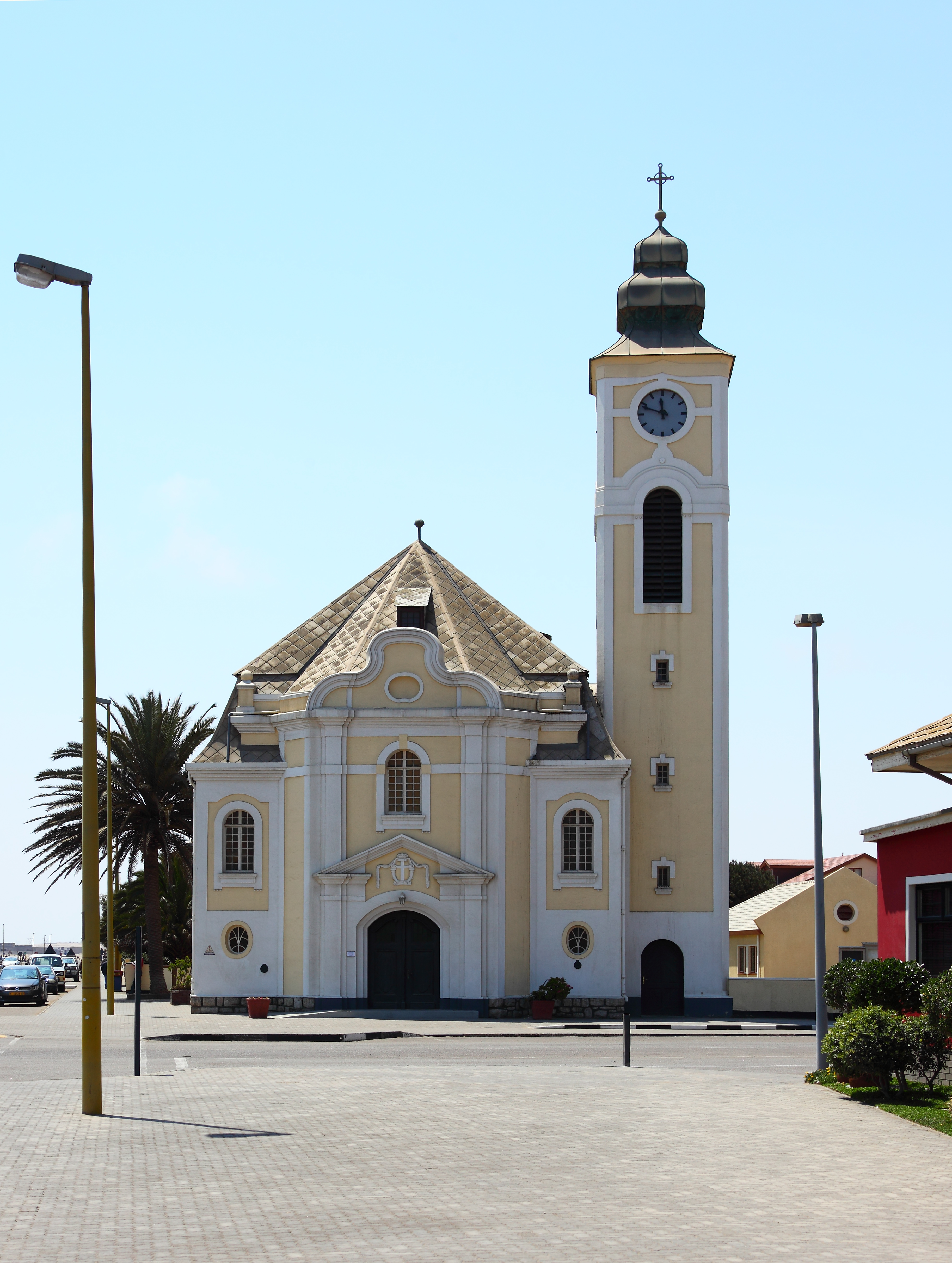
Außenaufnahme der Kirche
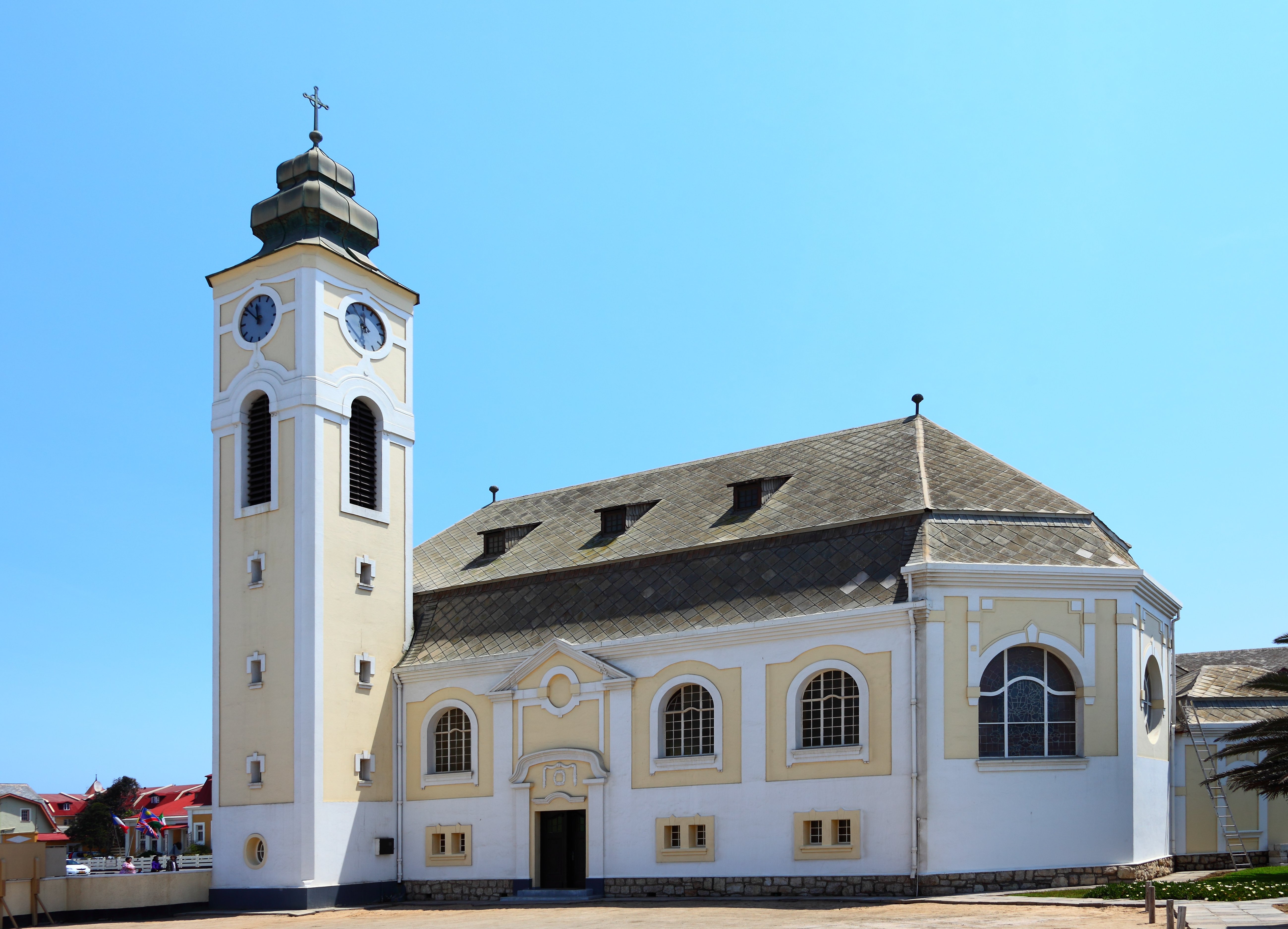
Aufnahme aus dem Innenhof